# Мексикано-сейшельские отношения
Отношения между Мексикой и Сейшельскими Островами — это международные отношения между Мексиканскими Соединенными Штатами и Республикой Сейшельские Острова. Обе страны являются Членами ООН.

## История
Мексика и Сейшельские Острова установили дипломатические отношения в 1986 году. Связи развивались преимущественно в рамках многосторонних форумов.
В ноябре 2010 года правительство Сейшельских Островов направило делегацию из четырех человек для участия в Конференции ООН по вопросам изменения климата 2010 года в Канкуне, Мексика.

## Дипломатические миссии
- Мексика аккредитована на Сейшельских островах через посольство в Найроби, Кения.[3]
- Сейшельские Острова аккредитованы в Мексике через посольство в Гаване, Куба.[4]